# 楠榜省
楠榜省是位於印度尼西亞蘇門答臘島最南端的一個省，省會班達楠榜市為省內最大城市，全省面積為33,553.55平方公里，2017年總人口為8,205,141人。中國明朝稱之為覽邦，又作欖邦、覽旁、哪彭、覽房，另有攬邦港、覽邦港口、覽傍大山等。《皇明四夷考》卷下：“覽邦，洪武九年遣人來朝貢”。

## 人口
2007年人口6,654,354人。多數來自爪哇島、馬都拉島和峇里島。宗教方面穆斯林佔絕大多數。

## 行政區劃

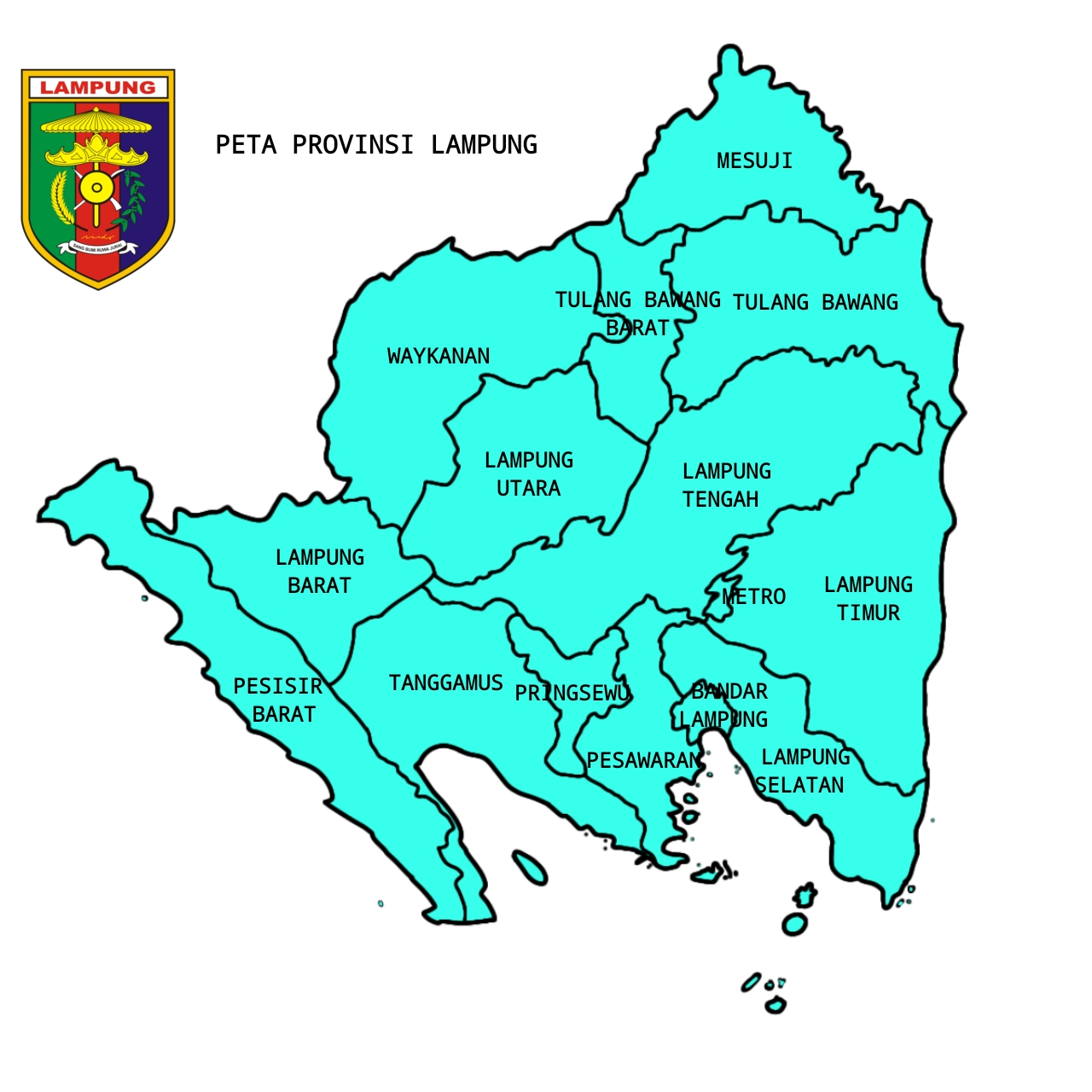
楠榜省行政區劃

目前，楠榜省轄有13個縣、2個市（包括其省會）。

### 縣
- 西楠榜縣
- 南楠榜縣
- 中楠榜縣
- 東楠榜縣
- 北楠榜縣
- Mesuji縣
- Pesawaran縣
- 西海岸縣
- 屏士烏縣
- Tanggamus縣
- Tulang Bawang縣
- 西Tulang Bawang縣
- 威加南縣

### 市
- 班達楠榜市
- 美都市

## 經濟
盛產咖啡、可可、椰子和丁香。

## 延伸阅读
[在维基数据编辑]
 《欽定古今圖書集成·方輿彙編·邊裔典·覽邦部》，出自陈梦雷《古今圖書集成》
 《明史卷三百二十五》，出自《明史》